# 岡崎ひでたか
岡崎 ひでたか（おかざき ひでたか、1929年 - 2016年4月28日）は、児童文学作家。妻も児童文学作家の山口節子。
本名：岡崎 英尊（読み同じ）。東京出身。小学校での教職を経て、日本健康太極拳協会師範。2016年「トンヤンクイがやってきた」で日本児童文学者協会賞を受賞した。
2016年4月28日、悪性リンパ腫のため死去。87歳没。

## 著書
- 『青いとり王子』原田ミナミ画 教育紙芝居研究会編 日本紙芝居幻灯 各国童話珠玉篇(フランス)　1956
- 『ひなげしの里』佐伯克介絵 汐文社 シリーズ平和の風 1992
- 『天と地を測った男 伊能忠敬』高田勲画 伊能忠敬記念館監修 くもん出版 2003
- 『戦場の草ぼっち』石倉欣二絵 新日本出版社 緑の文学館 2004
- 『鬼が瀬物語』小林豊画　くもん出版

1 魔の海に炎たつ 2004
2 さいはての潮に叫ぶ 2005
3 あかつきの波濤を切る 2006
4 夕焼け里に東風よ吹け 2008
- 『荷抜け』新日本出版社 2007
- 『木をうえるスサノオ ゆかいな神さま』篠崎三朗絵 新日本出版社 2010
- 『ふじづるのまもり水のタケル ゆかいな神さま』高田勲絵 新日本出版社 2010
- 『スクナビコナのがまんくらべ ゆかいな神さま』長谷川知子絵 新日本出版社 2011
- 『トンヤンクイがやってきた』新日本出版社 2015
- 『万次郎 地球を初めてめぐった日本人』篠崎三朗絵 新日本出版社 2015